# Gyrtias
Gyrtias (en grec ancien Γυρτιάς (Gyrtiàs), en français « celle qui prend soin ») était une Spartiate et la grand-mère d'un certain Acrotatos. Il est cependant difficile de s'avoir s'il s'agit du fils de Cléomène II ou du petit-fils de ce premier Acrotatos.
Plutarque est le seul à la mentionner dans l'Apophtegme des Lacédémoniens. Il rapporte deux anecdotes attribuées à Gyrtias et censées illustrer la mentalité des femmes de Sparte:
- Lorsque son petit-fils est ramené à la maison gravement blessé après une bagarre avec d'autres garçons et que tous les membres de la famille se plaignent de l'incident, la grand-mère gronde les parents, disant que le petit-fils a besoin de soins, pas de lamentations.
- Plutarque rapporte également qu'après qu'on lui ait appris qu'Acrotatos avait trouvé la mort au combat, Gyrtias aurait dit: « Dès qu'il allait à la guerre, ne fallait-il pas qu'il y mourût ou qu'il tuât les ennemis ? Il m'est bien plus doux d'apprendre que sa mort a été digne de lui, de sa patrie et de ses ancêtres, que de lui voir traîner longtemps une vie honteuse. »[2].